# ST-68U

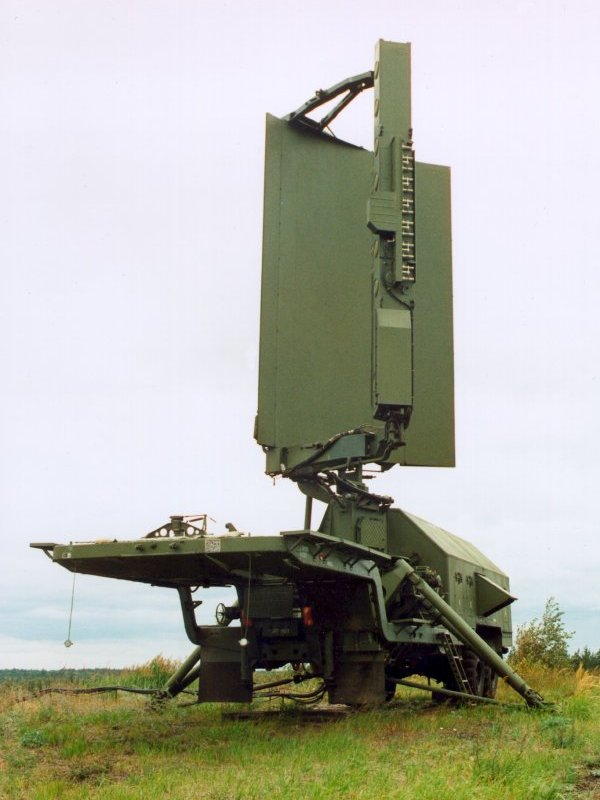
ST68U, um 1992 in der ehemaligen Funktechnischen Kompanie Altensalzwedel

Die ST-68U (NATO-Code: Tin Shield, russische Bezeichnung: 19Ж6, Koroljewa (Königin)) ist ein Luftraumüberwachungsradargerät, das ursprünglich in der Eloka-Organisation der Länder des ehemaligen Warschauer Vertrages eingesetzt wurde. Es wurde 1981 entwickelt und befindet sich heute noch in vielen Staaten des ehemaligen Ostblocks im Einsatz. Es wird ebenfalls bei Exportversionen des S-300P-Systems als Ersatz für das Suchradar 64N6 „Big Bird“ verkauft.

## Technik
Die ST-68U ist ein 3D-Radar mit einer frequenzgesteuerten Phased-Array-Antenne. Durch insgesamt vier verschiedene Sendefrequenzen werden durch das Antennendiagramm vier unterschiedliche Höhenwinkel überstrichen. Durch die Überlappung der einzelnen Diagramme können die Höhenwinkel zwischen diesen vier Einzelwinkeln grob interpoliert werden.
Es werden 127 Einzelstrahler durch einen Hohlleiter mit Umwegleitungen gespeist. Bei der Frequenz F1 sind alle Umwegleitungen so dimensioniert, dass im Höhenwinkel 0° abgestrahlt wird. Wird die Frequenz erhöht (F2) stimmt die Länge dieser Umwegleitungen nicht mehr mit der Wellenlänge überein. Die Einzelstrahler werden mit unterschiedlichen Phasenlagen gespeist, der Strahler Nummer 127 erhält die Phase später als der Strahler Nummer 1, somit wird der Höhenwinkel angehoben.
Diese Art der Strahlschwenkung ist zwar sehr einfach aufgebaut, ist aber auf wenige fest installierte Sendefrequenzen beschränkt und hat den entscheidenden Nachteil, dass bei Störungen auf diesen Frequenzen keine Frequenzwechsel möglich sind. Eine Frequenzmodulation des Sendeimpulses (Pulskompressionsverfahren) ist nur eingeschränkt möglich. Zusätzlich besitzt die ST68U eine zweite Strahlergruppe, mit der das gesamte Antennendiagramm nach oben geschwenkt werden kann.
Das Radargerät ist mit einem Plotextraktor mit automatischer Zielerkennung ausgestattet, der bis zu 128 Zielzeichen automatisch verarbeiten kann. Von diesen Zielzeichen werden wiederum nur 32 Ziele dann als echte Ziele erkannt und automatisch gemeldet und begleitet.
Als erstes Radargerät aus sowjetischer Produktion besitzt die ST68U ein BITE-System (SUSIK). Durch dieses System sollten Fehler des Radargerätes automatisch erkannt und angezeigt werden. In der Praxis wurden jedoch 80 % aller Fehler durch dieses System selbst verursacht.
Eine weitere Besonderheit ist der Modus „Kraftkampf“. Dabei wird die Sendeenergie nicht auf vier Frequenzen verteilt – und damit höhenwinkelverteilt –, sondern in nur einer Frequenz und damit in einem Höhenwinkel abgestrahlt. Somit vervierfacht sich die Energiedichte für diesen Höhenwinkel.
Dieses Radar wird seit der Aufnahme der Republik Ungarn auch in der NATO verwendet.
| Technische Daten ST-68U „Tin Shield“ | Technische Daten ST-68U „Tin Shield“ |
| ------------------------------------ | ------------------------------------ |
| Frequenzbereich                      | E-Band                               |
| Pulswiederholzeit                    | 0,7 und 1,3 ms                       |
| Pulswiederholfrequenz                | 750 und 1500 Hz                      |
| Sendezeit (PW)                       | 6 und 12 µs                          |
| Empfangszeit                         | 800 µs                               |
| Totzeit                              |                                      |
| Pulsleistung                         | bis 2,5 MW                           |
| Durchschnittsleistung                | 3,5 kW                               |
| angezeigte Entfernung                | 150 oder 75 km                       |
| Entfernungsauflösung                 | 300 m                                |
| Öffnungswinkel                       | 0,45°                                |
| Trefferzahl                          | 3                                    |
| Antennenumlaufzeit                   | 6 s und 12 s                         |

## Polest 68UM

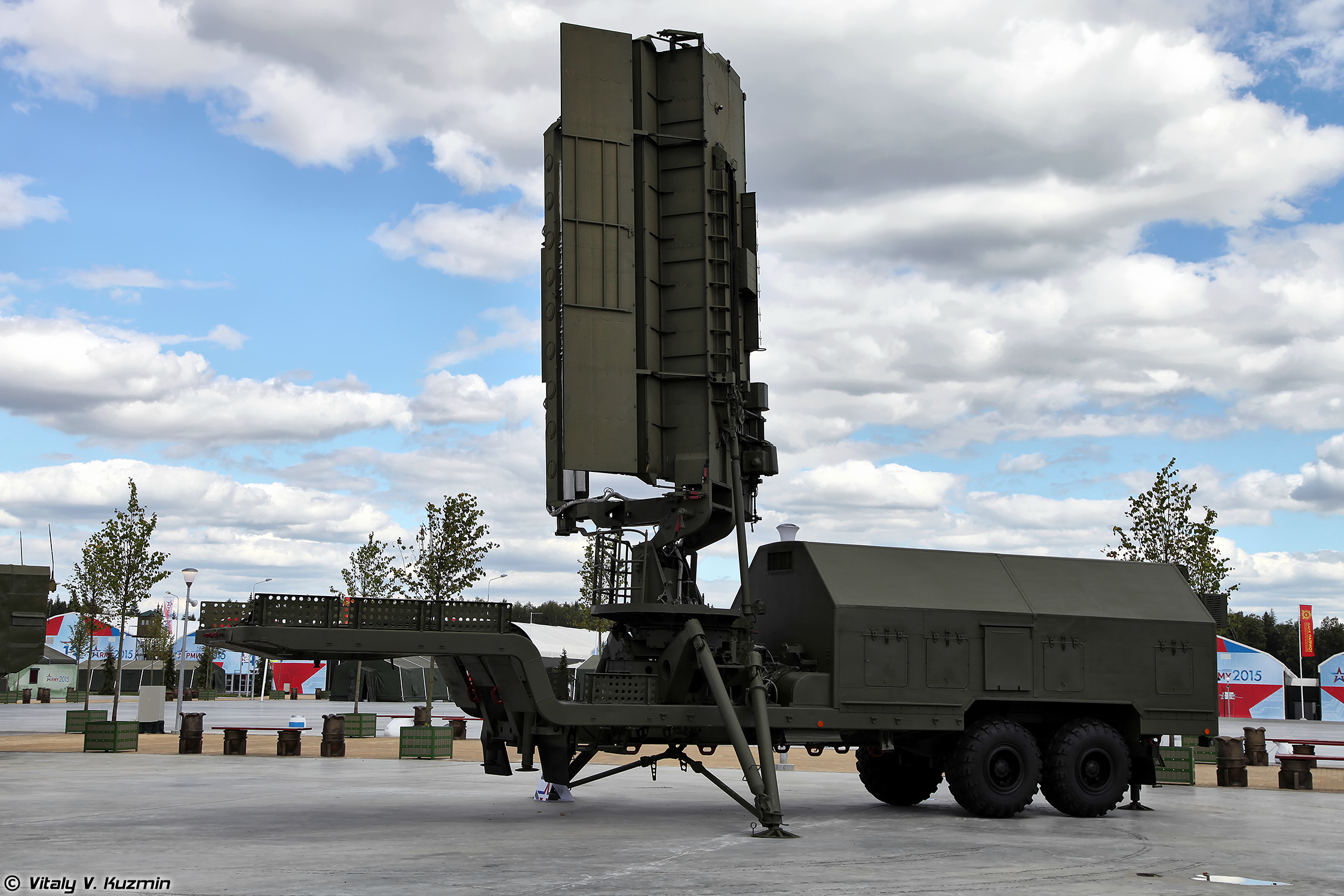
ST-68UM-Radar der russischen Streitkräfte

Das mobile Luftverteidigungs- und Zielzuweisungsradarsystem Polest 68UM verwendet ebenfalls zwei ST-68UM (GRAU-Index: 36D6) sowie ein 55G6-1-„Nebo“-Überwachungsradar und wird auf einem Sattelauflieger vom Typ MAZ-938B transportiert. Zusätzlich gehört zum System ein Stromversorgungsfahrzeug vom Typ MAZ-5224W. Die Antenne 40W6M wird mit einem dritten Fahrzeug auf Basis eines KamAZ-4310 befördert und mit dem hydraulisch aufzurichtenden 23,8 m hohen Mast wird eine Reichweite von bis zu 200 km erreicht. Das System ist in der Lage, Marschflugkörper zu erfassen, zu identifizieren und zu verfolgen und kann auch zusammen mit dem Langstrecken-Boden-Luft-Lenkwaffensystem S-300P eingesetzt werden. Der Polest-68UM-Komplex wird seinerseits durch eine Einheit mit tragbaren 9K310-Igla-1- oder 9K38-Igla-Lenkwaffen geschützt.